# Clarissa (roman de Stefan Zweig)
Clarissa est un roman inachevé de Stefan Zweig, non publié de son vivant.

## Présentation

### Résumé
Clarissa voit le jour en 1894 et est la fille d'un militaire statisticien autrichien. Elle reçoit une éducation assez stricte qui fera d'elle une jeune femme sérieuse et réservée voire assez effacée. Son père, au caractère assez rigide décide à la mort de la mère de la jeune femme, de la placer dans une institution religieuse jusqu'à ses dix-huit ans. 
À la suite de cela, elle décide de se consacrer à des études dans le domaine de l'éducation et de la médecine. Elle fait la connaissance du professeur Siberstein, dont elle devient l'assistante, et finit par s'intéresser au domaine de la psychiatrie — une discipline qui lui permettra de se révéler. C'est à ce moment-là qu'elle fait également la rencontre de Léonard, un jeune socialiste français rappelant Romain Rolland, à Lucerne (Suisse), avant le début de la Première Guerre mondiale. Mais la guerre les éloigne alors que Clarissa apprend qu'elle est enceinte. Tandis que l'Europe s'embrase et que les montées nationalistes affluent, Clarissa se prépare à devenir mère dans une Europe inquiétante et fera face à des décisions conséquentes. Des décisions qui constitueront un destin unique et symbolique.

## Analyse et commentaire

### L’œuvre
Le livre a été publié bien des années après la mort de Stefan Zweig. À l'origine, ce livre était un manuscrit inachevé retrouvé dans les archives de l'auteur en 1981 à Vienne. Dans cet écrit, l'auteur y dépeint le portrait de la femme autrichienne au début du XXe siècle à travers les traits de Clarissa. Il y expose aussi le contexte difficile où seront plongés son héroïne et son pays natal avec la montée du nationalisme enclavée par la Première Guerre mondiale.

### Vision de l'auteur
Avec ce roman, Stefan Zweig souhaitait s'adonner à un nouveau style d'écriture, le dernier avant sa mort. Cette œuvre testamentaire témoigne de façon poignante son idéal humaniste que l'on retrouve notamment à travers le personnage de Léonard, mais également ses désillusions et son désespoir face à une Europe qui se déchire.[Interprétation personnelle ?]

## Adaptation à la télévision
- Clarissa, téléfilm de Jacques Deray, diffusé en 1998[3].